# Змейова дупка
Змейова дупка – малка пропастна пещера във Врачанската планина, близо до квартал Бистрец, Град Враца. Намира се на 3 км от пещерата Леденика. Представлява обширна зала с красиви, различни по форма и цвят пещерни образувания. По цялото продължение на пещерата блестят малки и големи кристали, оцветени в различни нюанси. Има много малки езера. Пещерата е включена в резервата „Врачански карст“.